# Milan Panić
Milan Panić (srbskou cyrilicí Милан Панић; * 20. prosince 1929, Bělehrad, Království Jugoslávie) je srbsko-americký multimilionář, obchodní magnát a politik. V letech 1992 až 1993 byl premiérem Svazové republiky Jugoslávie.

## Život
Vystudoval biochemii na Univerzitě v Bělehradě a Heidelbergu. V roce 1956 opustil Jugoslávii a v roce 1960 založil farmaceutickou společnost ICN Pharmaceuticals, v jejíchž statutárních orgánech zasedal, dokud nebyl donucen odstoupit po sérii sporů s kontrolními orgány a poté, co na něj šest bývalých zaměstnanců podalo žalobu za sexuální obtěžování. Později koupil jednu z dceřiných společností ICN, změnil její název a doposud s ní podniká.
Na návrh jugoslávského svazového prezidenta Dobrici Ćosiće se 14. července 1992 stal jugoslávským premiérem. Slobodan Milošević považoval Paniće za klíčového člověka, který měl dobré vztahy ve Spojených státech zrovna v situaci, kdy se vzájemné vztahy mezi SRJ a USA hroutily. Výběr Paniće za premiéra proto považoval za pokus o jejich zlepšení. V prosinci 1992 neúspěšně kandidoval proti Slobodanu Miloševićovi v srbských prezidentských volbách. 29. prosince 1992 byla jeho vládě vyhlášena nedůvěra. Poté se vrátil do Kalifornie.